# Eusphaerium purpureum
Eusphaerium purpureum là một loài bọ cánh cứng trong họ Cerambycidae.